# Teatro dramático nacional de Maribor
El Teatro dramático nacional de Maribor o SNG Maribor es un teatro en la ciudad de Maribor, en la parte nororiental del país europeo de Eslovenia. Se usa para representaciones de obras de teatro, óperas y ballet, siendo el teatro que tiene la mayor asistencia anual en toda Eslovenia. 
El teatro es escenario habitual de la Opera Nacional de Eslovenia y de la compañía Ballet. Se estableció en su primera sede ya en 1785, para luego trasladarse a una iglesia abandonada en 1805, no se construirá un edificio propio hasta 1851.